# Sankei Pro-Ama
Il Sankei Pro-Ama (産経プロ・アマトーナメント) è una competizione professionistica di Go organizzata annualmente dalla Kansai Ki-in; la particolarità di questo torneo a eliminazione diretta è che il primo turno vede l'accoppiamento di un professionista a un goista dilettante di alto livello.
Il torneo fu creato nel 2005, ed è sponsorizzato dal quotidiano Sankei Shinbun. Un torneo preliminare è utilizzato per selezionare 12 dilettanti e 10 professionisti, mentre i restanti 4 dilettanti e 6 professionisti sono scelti a invito. I qualificati al torneo principale sono accoppiati in 16 incontri professionista-dilettante, e il torneo è strutturato a eliminazione diretta. Il komi è di 6,5, ridotto a 0 nel caso di incontri tra professionista e dilettante (il dilettante prende sempre il nero) e a 2 pietre di handicap nel caso di incontro tra professionista e dilettante donna.
Il torneo è stato vinto sempre da un professionista, ma in tre edizioni (2008, 2009 e 2013) un dilettante è arrivato a disputare la finale.

## Albo d'oro
| Edizione | Anno | Vincitore        | Finalista          |
| -------- | ---- | ---------------- | ------------------ |
| 1.       | 2005 | Yuki Satoshi     | Kiyonari Tetsuya   |
| 2.       | 2006 | Yuki Satoshi     | Sakai Hideyuki     |
| 3.       | 2007 | Yuki Satoshi     | Sakai Hideyuki     |
| 4.       | 2008 | Seto Taiki       | Hiraoka Satoshi    |
| 5.       | 2009 | Yuki Satoshi     | Hon Seisen         |
| 6.       | 2010 | Yuki Satoshi     | Yata Naoki         |
| 7.       | 2011 | Murakawa Daisuke | Kurahashi Masayuki |
| 8.       | 2012 | Murakawa Daisuke | Nakano Yasuhiro    |
| 9.       | 2013 | Nakano Yasuhiro  | Yanagida Tomoya    |
| 10.      | 2014 | Murakawa Daisuke | Seto Taiki         |
| 11.      | 2015 | Seto Taiki       | Murakawa Daisuke   |
| 12.      | 2016 | Sakai Hideyuki   | Murakawa Daisuke   |
| 13.      | 2017 | Furuya Yutaka    | Aragaki Shun       |
| 14.      | 2018 | Murakawa Daisuke | Kiyonari Tetsuya   |